# Eduardo Frei Ruiz-Tagle

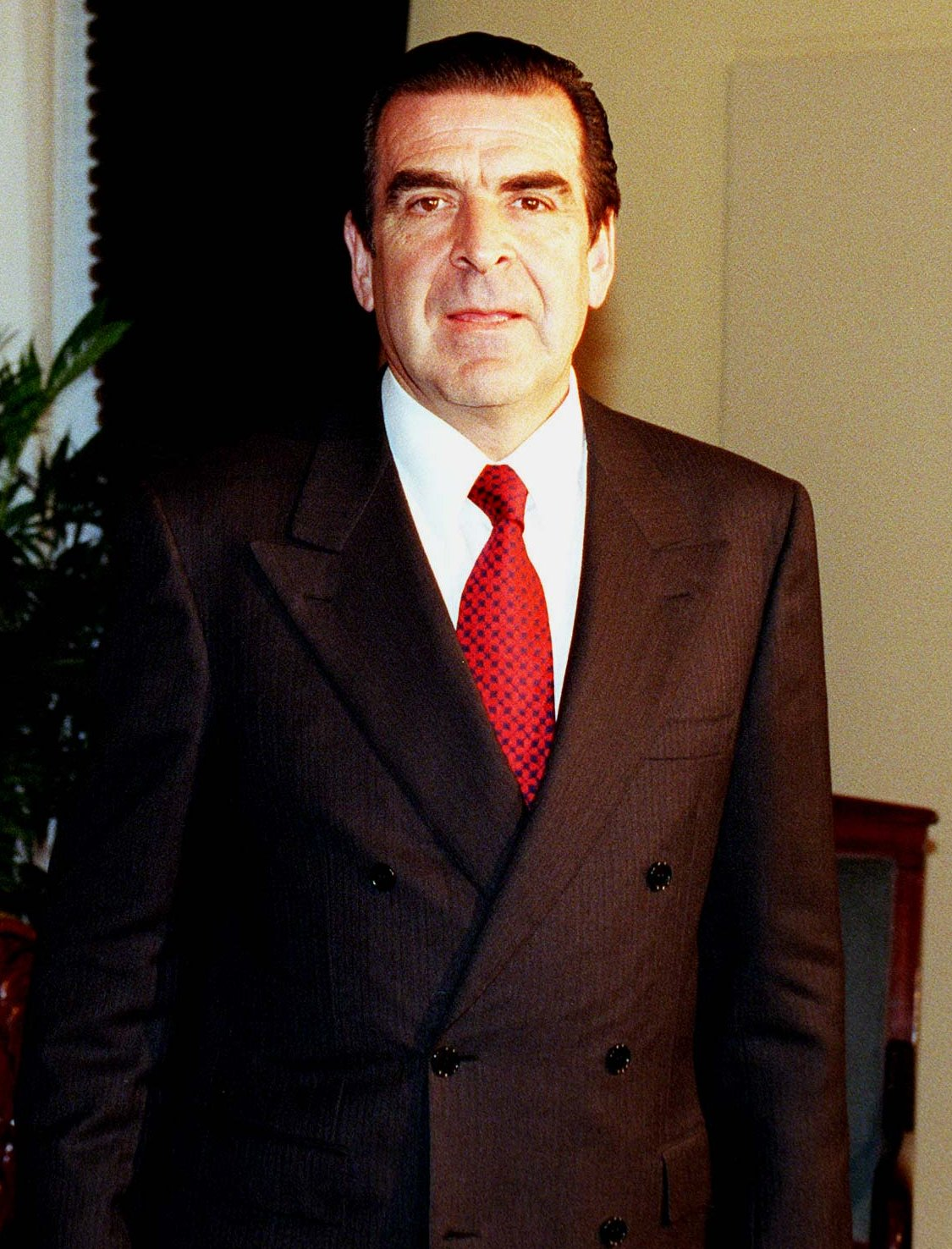
Eduardo Frei Ruiz-Tagle in 1998

Eduardo Frei Ruiz-Tagle (Santiago, 24 juni 1942) is een Chileens ingenieur en politicus van de Christendemocratische Partij van Chili (PDC). Hij was president van zijn land 1994 tot 2000.
Freis vader Eduardo Frei Montalva was president van 1964 tot 1970. Frei Jr. was bij de presidentsverkiezingen van 11 december 1993 de kandidaat van de coalitie van christendemocratische en socialistische partijen die langs democratische weg het militaire regime van Augusto Pinochet had verdreven. Hij versloeg de conservatieve kandidaat Alessandri, zoon van Jorge Alessandri die in 1958 Frei Sr. had verslagen.
Frei had aanvankelijk een afkeer van politiek. Hij volgde een opleiding tot ingenieur en werkte voor een bouwbedrijf. Na de onverwachte dood van zijn vader in 1982 begon hij zich toch aangetrokken te voelen tot het publieke ambt. In 1987 verkocht hij zijn aandeel in zijn bedrijf en ging hij alsnog in de politiek. Hij sloot zich aan bij de coalitie rondom de latere president Patricio Aylwin, een vriend van zijn vader, die generaal Augusto Pinochet wilde afhouden van nog eens acht jaar presidentschap, waarover in 1988 een referendum werd belegd. 
Een jaar later deed Frei een vergeefse poging Aylwin af te houden van diens presidentskandidatuur. Daarna wist hij zich, met een in Chili nog niet eerder vertoond aantal stemmen voor één kandidaat, tot senator te laten kiezen. Frei, die in 1991 tot voorzitter van de christendemocraten werd gekozen, slaagde erin om de verschillende facties binnen zijn partij bijeen te houden. Op het partijcongres kreeg hij een tweederdemeerderheid voor zijn presidentskandidatuur.
Sinds 2006 was Frei voorzitter van de Chileense senaat.
Manuel Blanco ·
Agustín Eyzaguirre ·
Ramón Freire ·
Francisco Antonio Pinto ·
Ramón Vicuña ·
Francisco Ruiz-Tagle ·
José Tomás Ovalle ·
Fernando Errázuriz ·
José Joaquín Prieto Vial ·
Manuel Bulnes ·
Manuel Montt ·
José Joaquín Pérez ·
Federico Errázuriz ·
Aníbal Pinto ·
Domingo Santa María ·
Manuel Balmaceda ·
Manuel Baquedano · 
Jorge Montt ·
Federico Errázuriz ·
Aníbal Zañartu ·
Germán Riesco ·
Pedro Montt ·
Elías Fernández ·
Emiliano Figueroa ·
Ramón Barros ·
Juan Luis Sanfuentes ·
Arturo Alessandri ·
Luis Altamirano ·
Pedro Pablo Dartnell ·
Emilio Bello Codesido ·
Arturo Alessandri ·
Luis Barros ·
Emiliano Figueroa ·
Carlos Ibáñez ·
Pedro Opaso ·
Manuel Trucco ·
Juan Esteban Montero ·
Arturo Puga ·
Carlos Dávila ·
Bartolomé Blanche Espejo ·
Abraham Oyanedel ·
Arturo Alessandri ·
Pedro Aguirre Cerda ·
Jerónimo Méndez ·
Juan Antonio Ríos ·
Alfredo Duhalde ·
Vicente Merino ·
Alfredo Duhalde ·
Juan Antonio Iribarren · 
Gabriel González ·
Carlos Ibáñez ·
Jorge Alessandri ·
Eduardo Frei Montalva ·
Salvador Allende ·
Augusto Pinochet ·
Patricio Aylwin ·
Eduardo Frei Ruiz-Tagle ·
Ricardo Lagos ·
Michelle Bachelet ·
Sebastián Piñera ·
Michelle Bachelet ·
Sebastián Piñera ·
Gabriel Boric
- Biblioteca Nacional de Chile: 000071690
- Biblioteca Nacional de España: XX1455053
- Bibliothèque nationale de France: cb15014317k (data)
- CiNii: DA10903083
- Gemeinsame Normdatei: 133599051
- International Standard Name Identifier: 0000 0000 8393 6613
- Library of Congress Control Number: nr96006877
- Système universitaire de documentation: 078391490
- Virtual International Authority File: 72586965
- WorldCat: E39PBJktkQ7yXF7Y8jbwhDbPQq